# Николенко, Степан Михайлович

Колонна танков Т-28 из состава 20-й отдельной тяжёлой танковой бригады движется к Карельскому перешейку, декабрь 1939 года.

Степа́н Миха́йлович Николе́нко (1905—1942) — участник советско-финской и Великой Отечественной войн, Герой Советского Союза.

## Биография
Родился 27 декабря 1905 года в городе Харцызске Российской империи.
Получил неполное среднее образование и работал на Харцызском машиностроительном заводе. Согласно наградному листу, в 1923 г. участвовал в боях с басмачами. В 1927 году вступил в ВКП(б) и начал службу в Красной армии. Окончил кавалерийскую школу в 1931 году, а в 1933 году — бронетанковые курсы в Ленинграде.

### Советско-финская война
В 1939 году прошёл курсы усовершенствования во 2-м СТУ. Начиная с 1939 года, Степан Николенко участвовал в советско-финской войне. К тому времени имел звание старшего лейтенанта и выполнял обязанности начальника штаба 95-го танкового батальона в 20-й танковой бригаде 7-й армии Северо-Западного фронта.
В районе Хотинненского узла линии Маннергейма с 1 февраля по 13 марта 1940 года Степан Николенко и его танковый батальон участвовали в более чем тридцати боях.

#### Подвиг
В 1940 году в боях возле укреплённой полосы Хонтинен-Турто батальон Степана Николенко занял важный плацдарм. Взорвав вражескую бронированную огневую точку, Николенко углубился в тыл врага и нанёс сокрушительный удар по обороняющимся силам противника, расчистив дорогу для наступления. Также в боях за населённый пункт Юккала Николенко обеспечил связь между пехотой и артиллерией, впервые использовав указательные флажки для управления танками, не имевшими в то время радиосвязи. Таким образом, старший лейтенант Николенко сумел обеспечить военное преимущество перед противником без материальных потерь.

Своими умелыми и решительными действиями обеспечил целый ряд успешных действий танков без материальных и людских потерь.— Из наградного листа Степана Николенко.
Указом Президиума Верховного Совета СССР от 11 апреля 1940 года Степану Михайловичу Николенко присвоено звание «Герой Советского Союза» и вручён орден Ленина и медаль «Золотая Звезда».

### Великая Отечественная война
После окончания советско-финской войны Степан Михайлович Николенко поступил в Военную академию имени Фрунзе, но не успел её закончить. С первого дня участвовал в Великой Отечественной войне, будучи начальником разведотдела 8-го танкового корпуса, получил звание майора. 16 августа 1942 года погиб в боях около деревни Жулебино Смоленской области и был похоронен в посёлке Карманово.

## Награды
- Медаль «Золотая Звезда» Героя Советского Союза (№ 282)
- Орден Ленина (11.04.1940)
- Орден Красного Знамени (21.03.1940)

## Память
- Именем Героя Советского Союза Степана Николенко названа средняя школа и одна из улиц родного города героя Харцызска.
- Также в городе установлен бюст и мемориальные доски на здании школы, где он учился, и на здании завода, где Николенко работал.
- Документы о боевом пути Николенко экспонируются в Гагаринском историко-краеведческом музее[4].